# Cefalù
Cefalù [tʃefaˈlu] é uma comuna italiana da região da Sicília, província de Palermo, com cerca de 13.774 habitantes. Estende-se por uma área de 65 km², tendo uma densidade populacional de 212 hab/km². Faz fronteira com Castelbuono, Gratteri, Isnello, Lascari, Pollina.
Cefalù integra a rota turística Aldeias mais bonitas de Itália.

## Demografia
| Variação demográfica do município entre 1861 e 2011                               |
|                                                                                   |
| Fonte: Istituto Nazionale di Statistica (ISTAT) - Elaboração gráfica da Wikipedia |